# Diphyus excarptus
Diphyus excarptus là một loài tò vò trong họ Ichneumonidae.